# Coburgbastei
Die Coburgbastei ist eine Straße im 1. Wiener Gemeindebezirk Innere Stadt. Sie wurde 1862 angelegt und nach dem hier liegenden Palais Coburg benannt.

## Geschichte

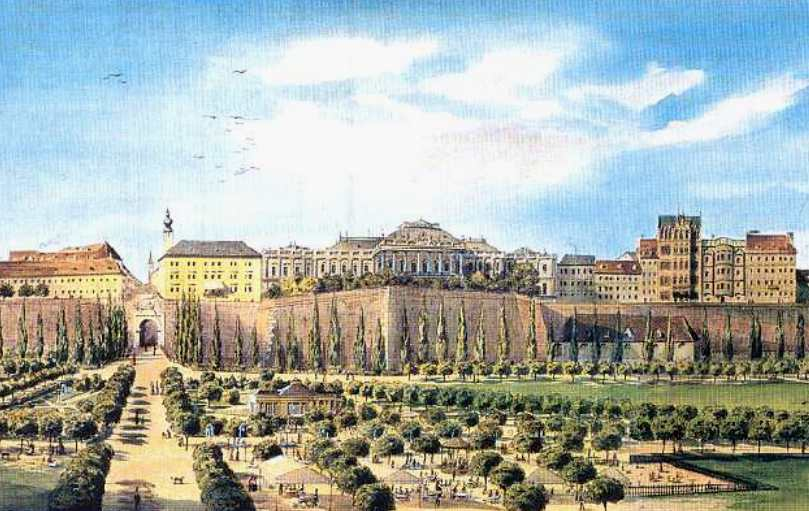
Palais Coburg mit Braunbastei

Im Mittelalter grenzte an der Stelle der heutigen Coburgbastei die Vorstadt vor dem Ferdinand Stubentor an den Graben der Wiener Stadtmauer. Nach der Erneuerung dieser im 16. Jahrhundert entstand hier die Braunbastei. 1843–1847 ließ Herzog Ferdinand von Sachsen-Coburg-Gotha am stadtseitigen Aufgang der Braunbastei das Palais Coburg errichten. Als die Wiener Stadtmauer mit ihren Basteien abgerissen wurde, ließ man einen Teil der Braunbastei mit dem Palais stehen. Unterhalb davon legte man eine neue Straße an, die den Namen Coburgbastei erhielt. Eine Bastei dieses Namens hat es aber nie gegeben.

## Lage und Charakteristik
Die Coburgbastei verläuft parallel zur Ringstraße von der Liebenberggasse in südwestlicher Richtung bis zur Weihburggasse, aber dem Verlauf der Reste der Braunbastei folgend nicht geradlinig, sondern etwas geschwungen. Die rechte Straßenseite in Richtung Stadt wird von der Mauer der Braunbastei eingenommen, auf der erhöht und weiter hinten als der Straßenverlauf das Palais Coburg weithin sichtbar ist. Die linke Straßenseite hingegen wird von modernen Hotelgroßbauten beherrscht.

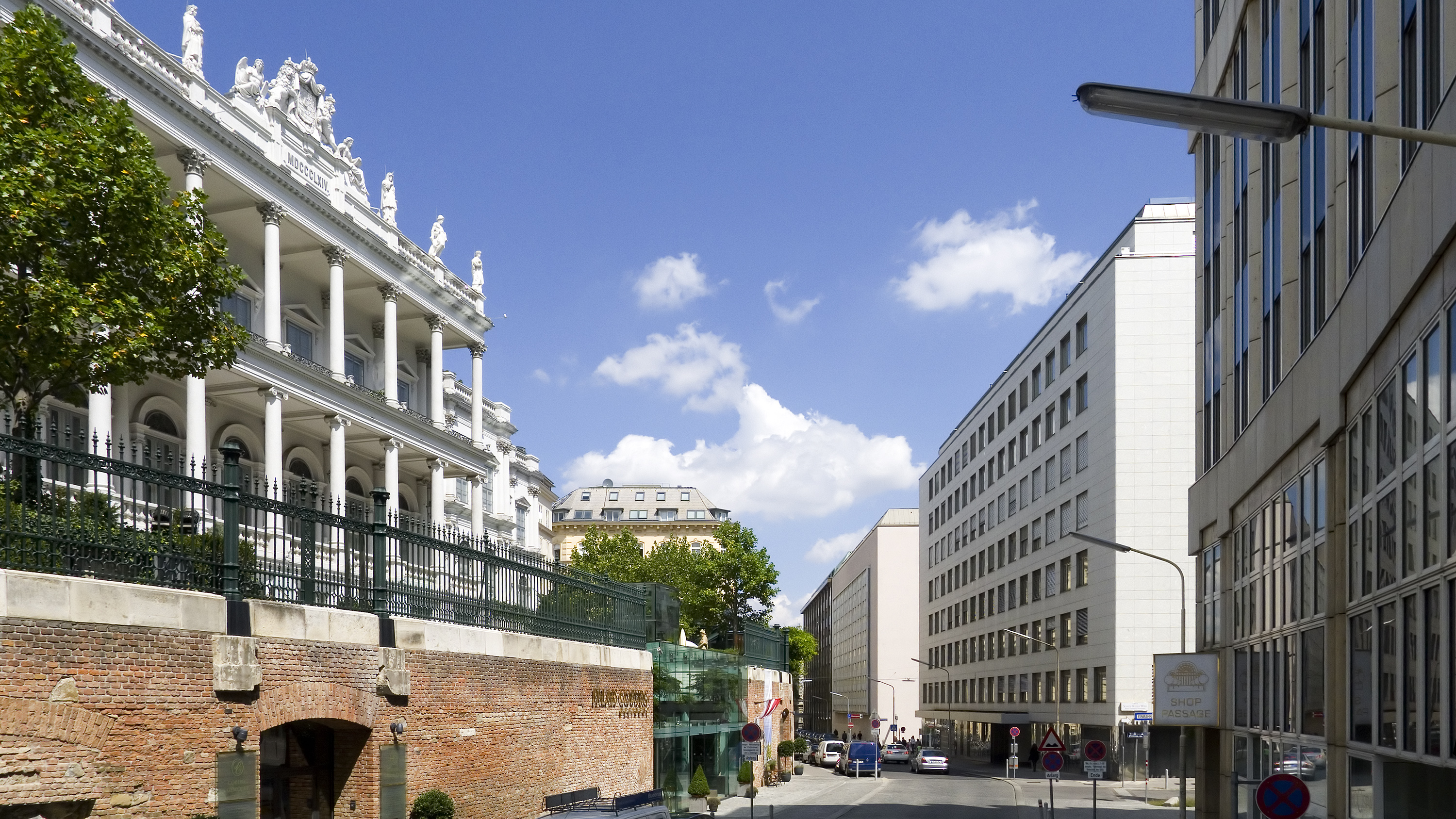
Coburgbastei gegen Norden

## Bauwerke

### Nr. 1: Gartenbauhochhaus
→ siehe Hauptartikel Gartenbauhochhaus
An dieser Stelle wurde 1863 von August Weber für die Österreichische Gartenbaugesellschaft das Gartenbaugebäude errichtet. Da die freie Sicht von der Ringstraße auf das dahinterliegende Palais Coburg gewährleistet bleiben musste, handelte es sich beim Gartenbaugebäude um ein nur einstöckiges Bauwerk im Stil der Neorenaissance. Ursprünglich für Ausstellungszwecke gedacht, wurden die Räume und Säle des Gebäudes für gesellschaftliche Ereignisse, Bälle und Tanzveranstaltungen genutzt. So konzertierte z. B. Carl Michael Ziehrer lange Jahre hier in den Blumensälen. Der vornehme Charakter solcher Veranstaltungen ging aber im Laufe der Jahrzehnte verloren. So wurden 1913 weite Teile des Gebäudes abgerissen und nur der Mitteltrakt mit den Blumensälen blieb bestehen. 1919 wurden Verkaufsläden und das Gartenbaukino eingerichtet.
Obwohl das Gebäude im Zweiten Weltkrieg nicht beschädigt worden war, wurde es 1959 abgerissen. Dies und der geplante Neubau eines zwanzigstöckigen Hochhauses führte zu heftigen Debatten in der Öffentlichkeit. Schließlich wurde aber 1958–1961 nach Plänen von Erich Boltenstern und Kurt Schlauss das Hotel Am Parkring mit dreizehn Stockwerken errichtet. Es handelt sich dabei um einen Stahlbetonskelettbau, der mit Steinplatten verkleidet ist. Außerdem entstand das neue Gartenbaukino als erstes Wiener Großkino nach Plänen von Robert Kotas. Dieses Premierenkino ist Schauplatz der Viennale.
Das Hotel liegt zwischen Parkring, Liebenberggasse, Coburgbastei und Gartenbaupromenade und hat die Hauptadresse Parkring 12.

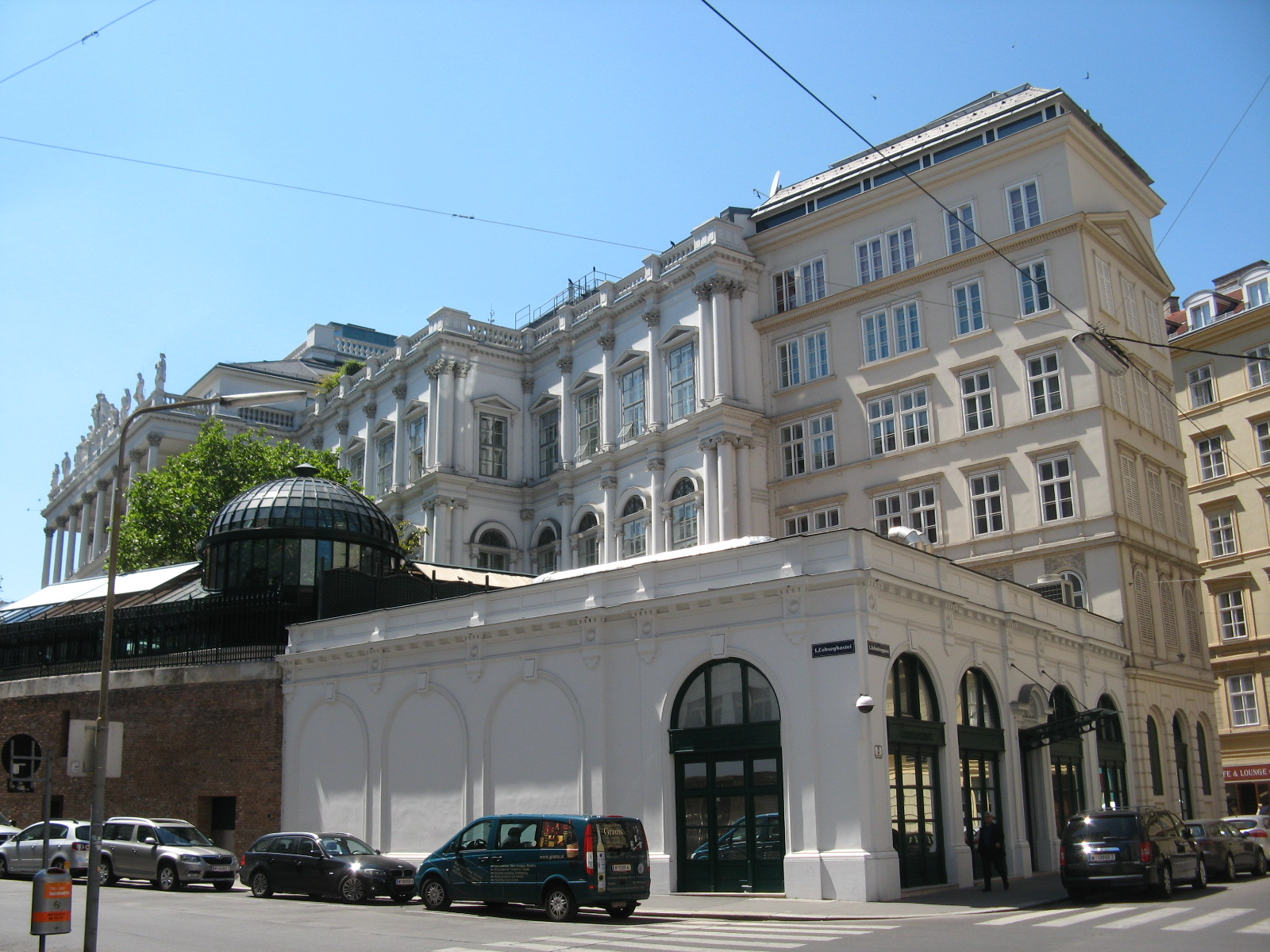
Coburgbastei 2 (um 1880) von Franz von Neumann

### Nr. 2: Vorbau
An der Coburgbastei, Ecke Liebenberggasse, liegt ein Vorbau zum Mietshaus Seilerstätte 1. Das ebenerdige, historistische Gebäude wurde um 1880 von Franz von Neumann errichtet. Die Fassade wird durch Risalite gegliedert und mit einer Attikabrüstung bekrönt. Im Gebäude befindet sich ein Nachtklub.

### Nr. 3: Hotel Marriott
Nach dem Abbruch des alten Gartenbaugebäudes blieb das Gelände lange Jahre unverbaut und diente als Autoverkaufsplatz. 1983–1985 erbaute Harry Glück mit Werner Höfer, Tadeusz Spychała und Peter Czernin das Hotel Marriott als freistehenden Baublock auf diesem Areal. Dabei handelt es sich um einen postmodernen Bau mit einer Stein-Alufassade und Bay Windows. Der Mittelteil ist durch Rundbögen überhöht.
Das Hotel liegt zwischen Parkring, Gartenbaupromenade, Coburgbastei und Weihburggasse. An der Coburgbastei liegt die Rückfront des Gebäudes, während die Hauptadresse Parkring 12a lautet.

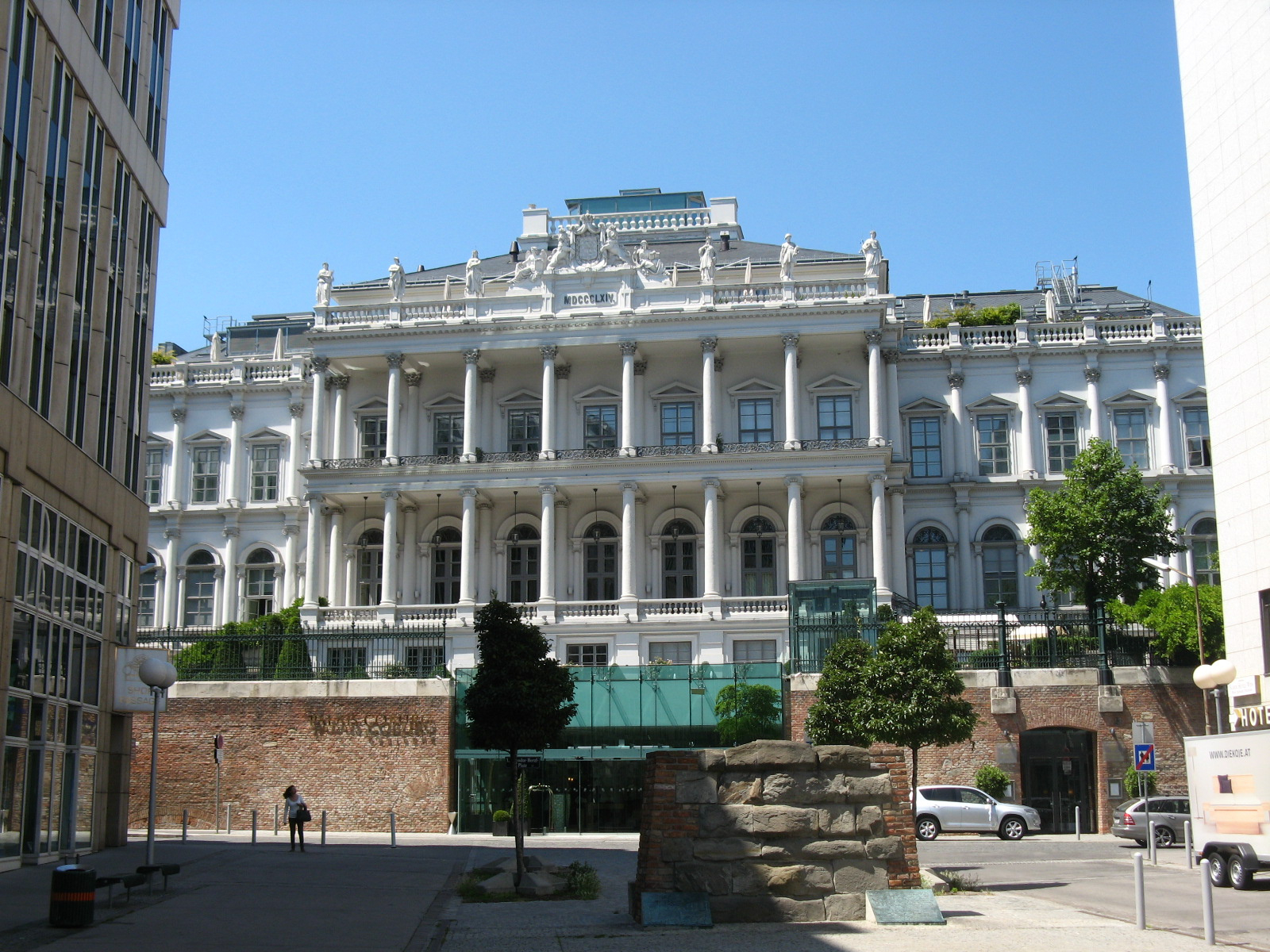
Palais Coburg von der Gartenbaupromenade aus gesehen

### Nr. 4: Palais Coburg
→ siehe Hauptartikel Palais Coburg

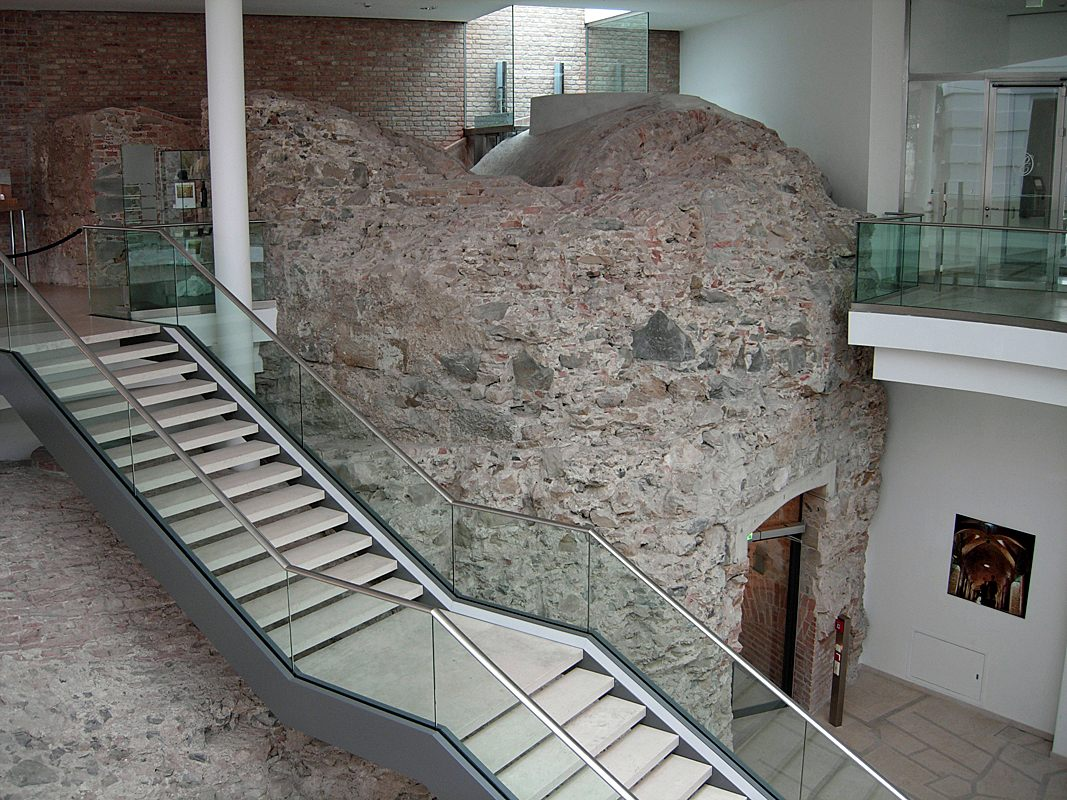
Reste der Bastei im Inneren des Palais Coburg.

Das bedeutende spätklassizistische Palais wurde 1840–1845 nach Plänen von Karl Schleps von Adolf Korompay errichtet. Es entstand auf der ehemaligen Braunbastei mit stadtseitiger Zufahrt und einem Garten auf den Kasematten der Bastei. Die weithin sichtbaren Säulen des Gebäudes trugen dem Palais die volkstümliche Bezeichnung Spargelburg ein. Im Zuge der Demolierung der Wiener Stadtmauer wurden auch große Teile der Braunbastei abgerissen, eine Stützmauer errichtet, vor dieser die Coburgbastei angelegt und das Gartenbaugebäude erbaut, das aber nicht höher als 17 Meter sein dürfte, um die freie Aussicht vom Palais auf den Stadtpark zu gewährleisten. Zugleich ergänzte Franz von Neumann der Ältere das Palais um die Attikabekrönung. 2000–2003 erfolgte eine eingehende Restaurierung des Gebäudes, das derzeit als Hotel mit Büroräumen und Restaurants genutzt wird. Nach wie vor besteht freie Sicht von der Ringstraße auf das Palais Coburg. Besondere Beachtung verdienen die schönen Räume im Inneren, wie der spätklassizistische Ballsaal in der Beletage. Bedeutend sind auch die Reste der Braunbastei.
Das Gebäude liegt an der Hauptadresse Seilerstätte 1–3 und steht unter Denkmalschutz.